# Tatsuno
Tatsuno è una città giapponese della prefettura di Hyōgo.